# Ngân hàng dự trữ liên bang St Louis

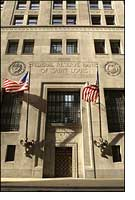
Trụ sở ngân hàng dự trữ liên bang khu vực tại St. Louis

Ngân hàng dự trữ liên bang St. Louis là một trong 12 ngân hàng khu vực của Cục Dự trữ Liên bang Hoa Kỳ, chịu trách nhiệm khu vực thứ tám gồm Arkansas, và phần Missouri, Mississippi, Tennessee, Kentucky, Indiana, và phần lớn Illinois. Ngân hàng có các chi nhánh ở Little Rock, Louisville và Memphis. Chủ tịch hiện thời là William Poole.
Ngân hàng dự trữ liên bang St. Louis cung cấp FRED – số liệu kinh tế của Cục dự trữ Liên bang với 3000 mốc, khoảng thời gian phân tích.